# Бугрино (Ненецький автономний округ)
Бугрино (рос. Бугрино) — селище в Росії, у складі Заполярного району Ненецького автономного округу. Утворює Колгуєвську сільраду.

## Географія
Селище розташоване на півдні острова Колгуєв на березі Поморської протоки Баренцева моря. За 60 км від селища знаходиться Піщаноозерське нафтове родовище. Відстань до Нарьян-Мару (адміністративного центру Ненецького автономного округу) - 200 км.

## Населення
Населення - 417 осіб.
| 1999 | 2002 | 2010 | 2011 | 2012 | 2013 | 2014 |
| ---- | ---- | ---- | ---- | ---- | ---- | ---- |
| 425  | ↘400 | ↗424 | ↗436 | ↘409 | ↘408 | ↘404 |
| 2015 | 2016 | 2017 |      |      |      |      |
| ↗407 | ↗416 | ↗417 |      |      |      |      |

## Транспорт
Регулярні авіарейси - один раз в тиждень з Нарьян-Мару чи на вертольоті Мі-8. Вантажі доставляються морем в період навігації з Архангельська.

## Економіка
Основні заняття населення — оленярство та рибальство. У 2013-2014 роках через відсутність достатньої кількості корму на острові Колгуєв стався масовий падіж оленів. Поголів'я зменшилось з 12 000 до 200-400.

## Інфраструктура
Початкова школа, дитячий сад, фельдшерсько-акушерський пункт, будинок культури, магазини, дизельна електростанція. Вулиці - Морська, Набережна, Оленна, Антонівка.

## Галерея

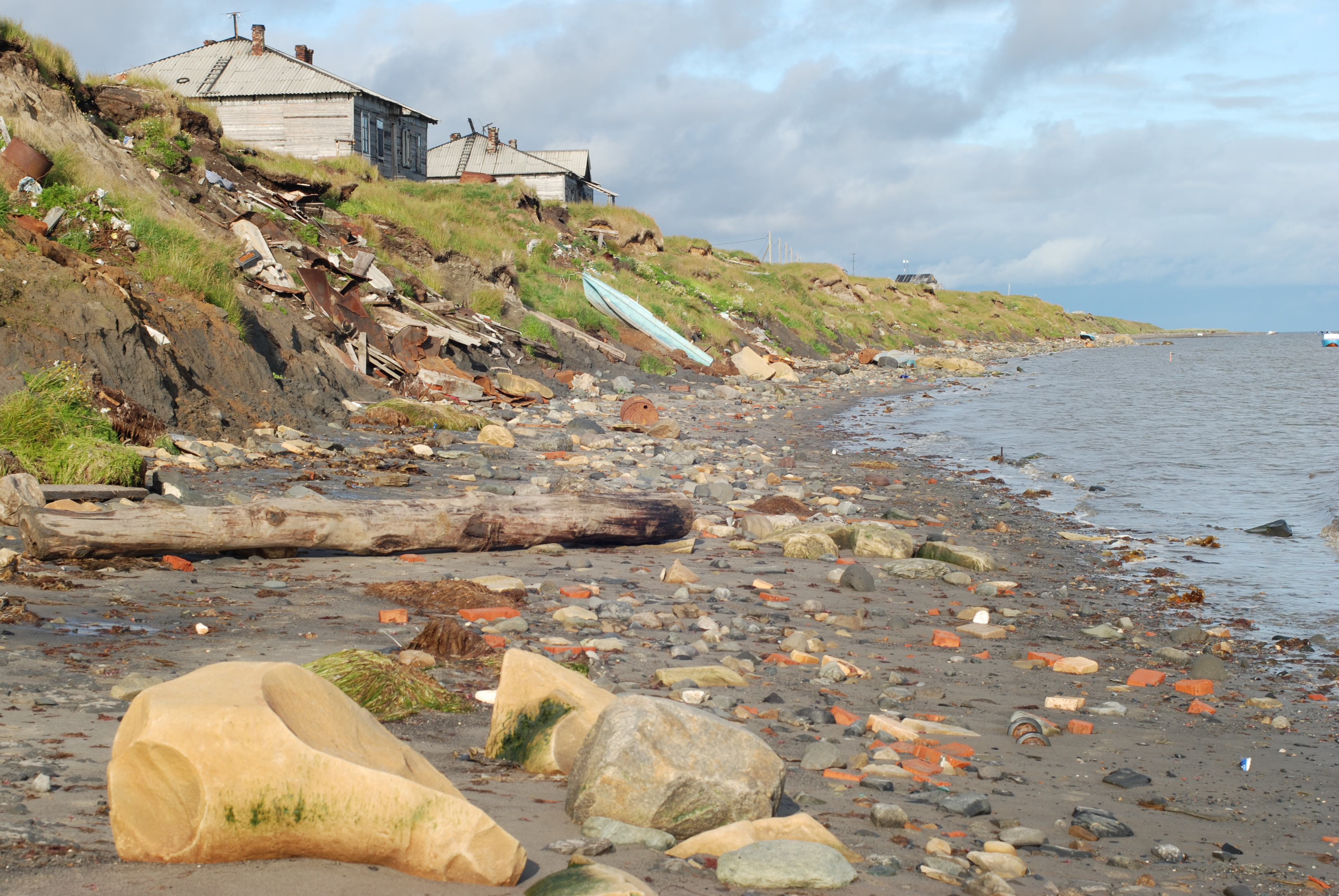
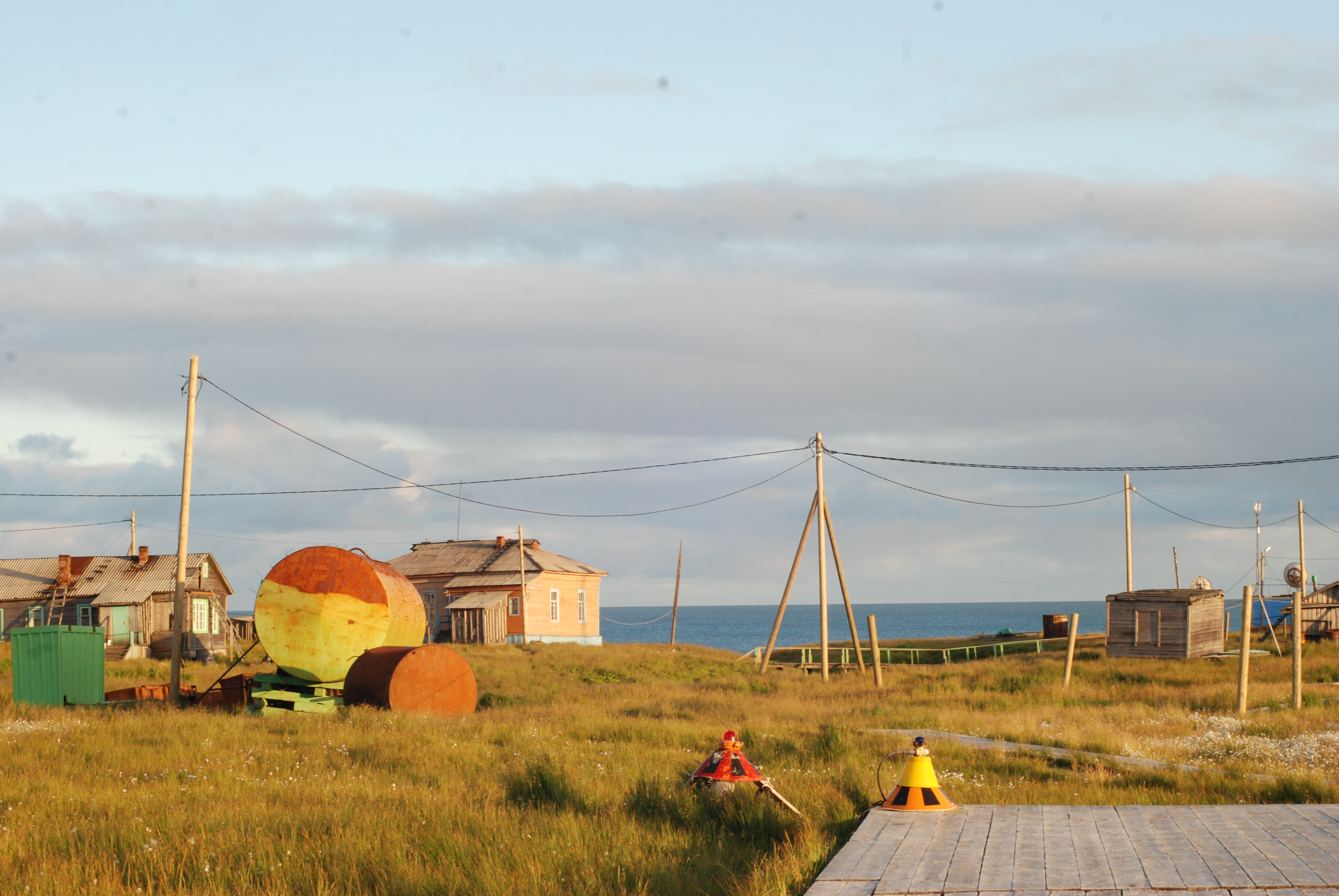
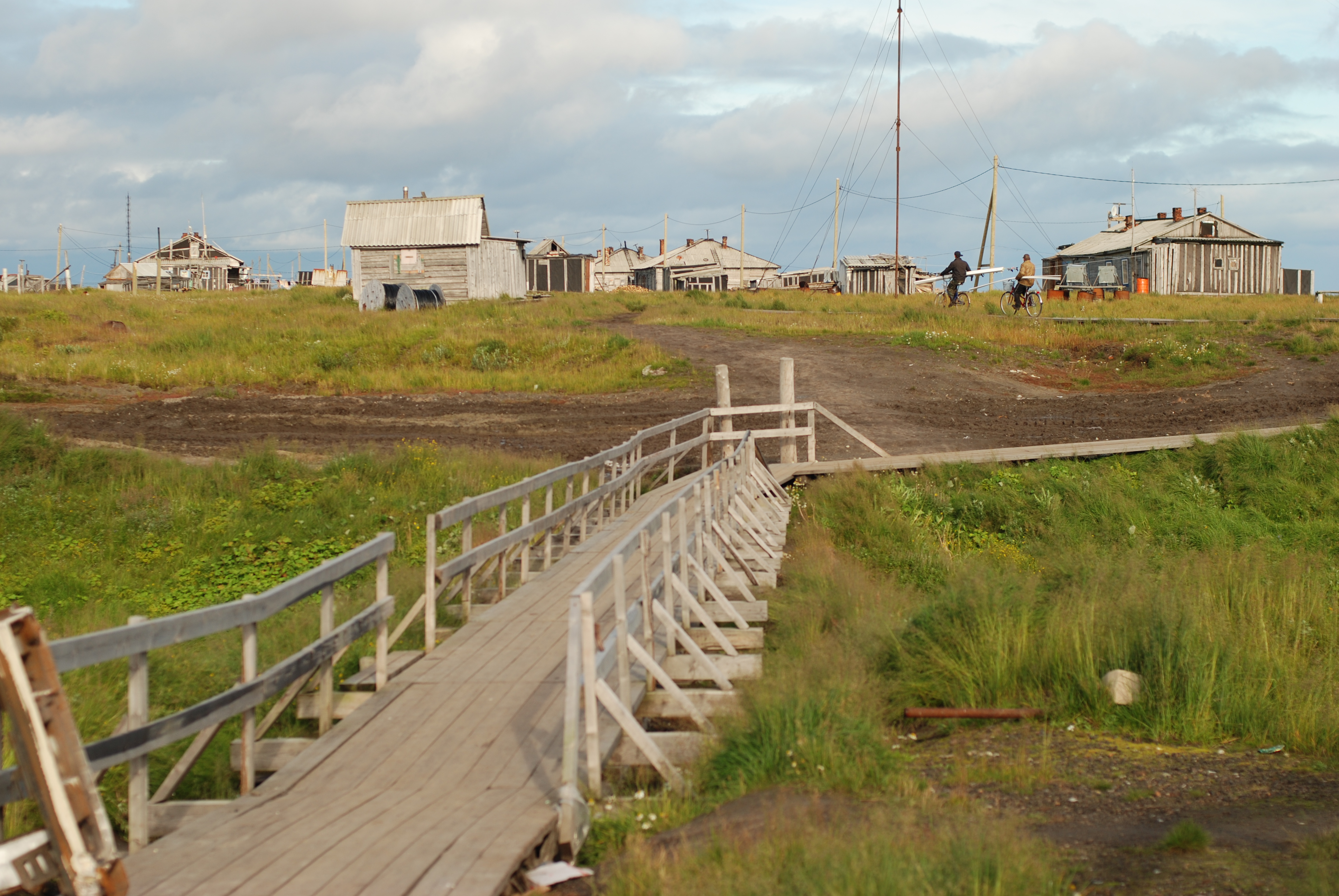
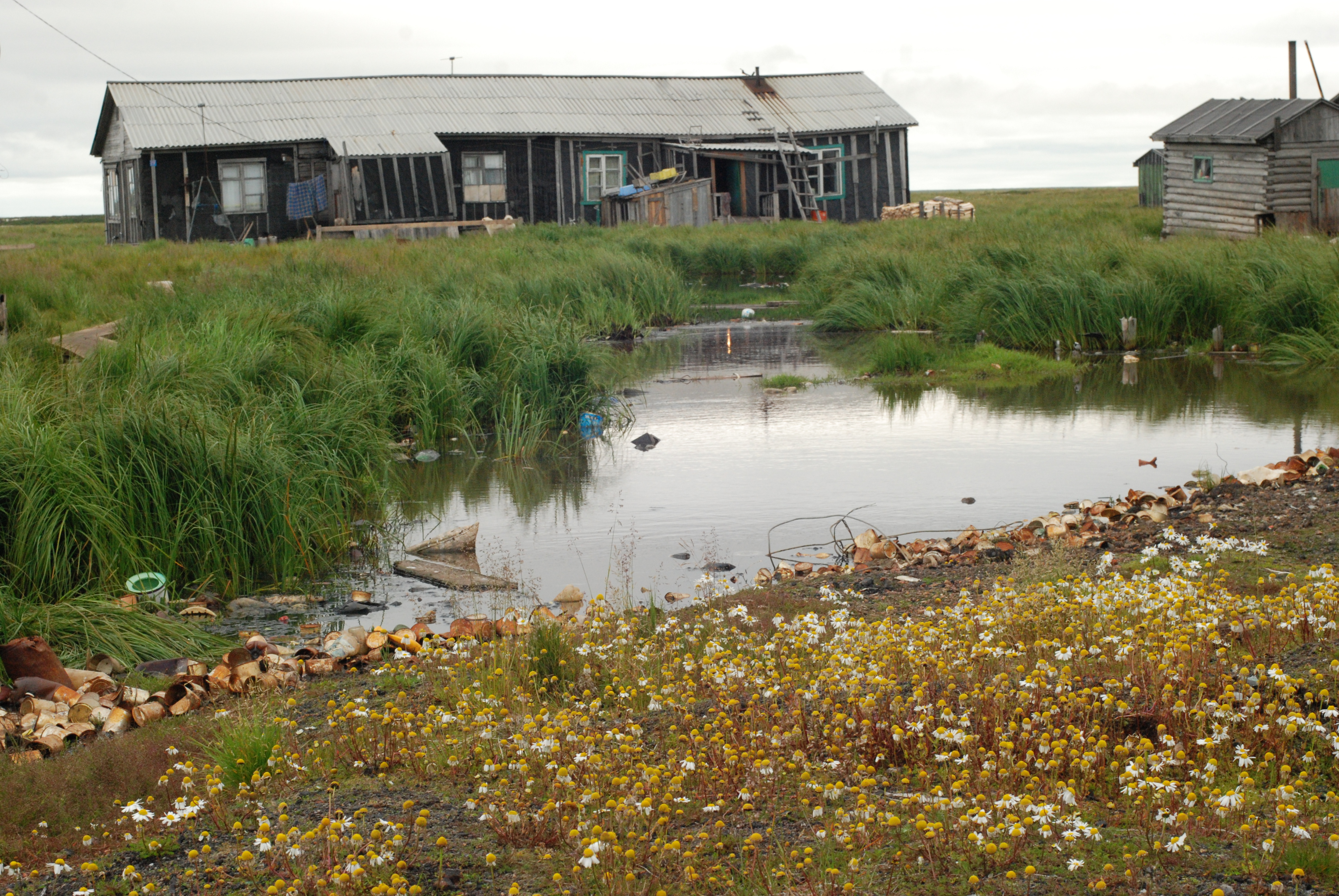
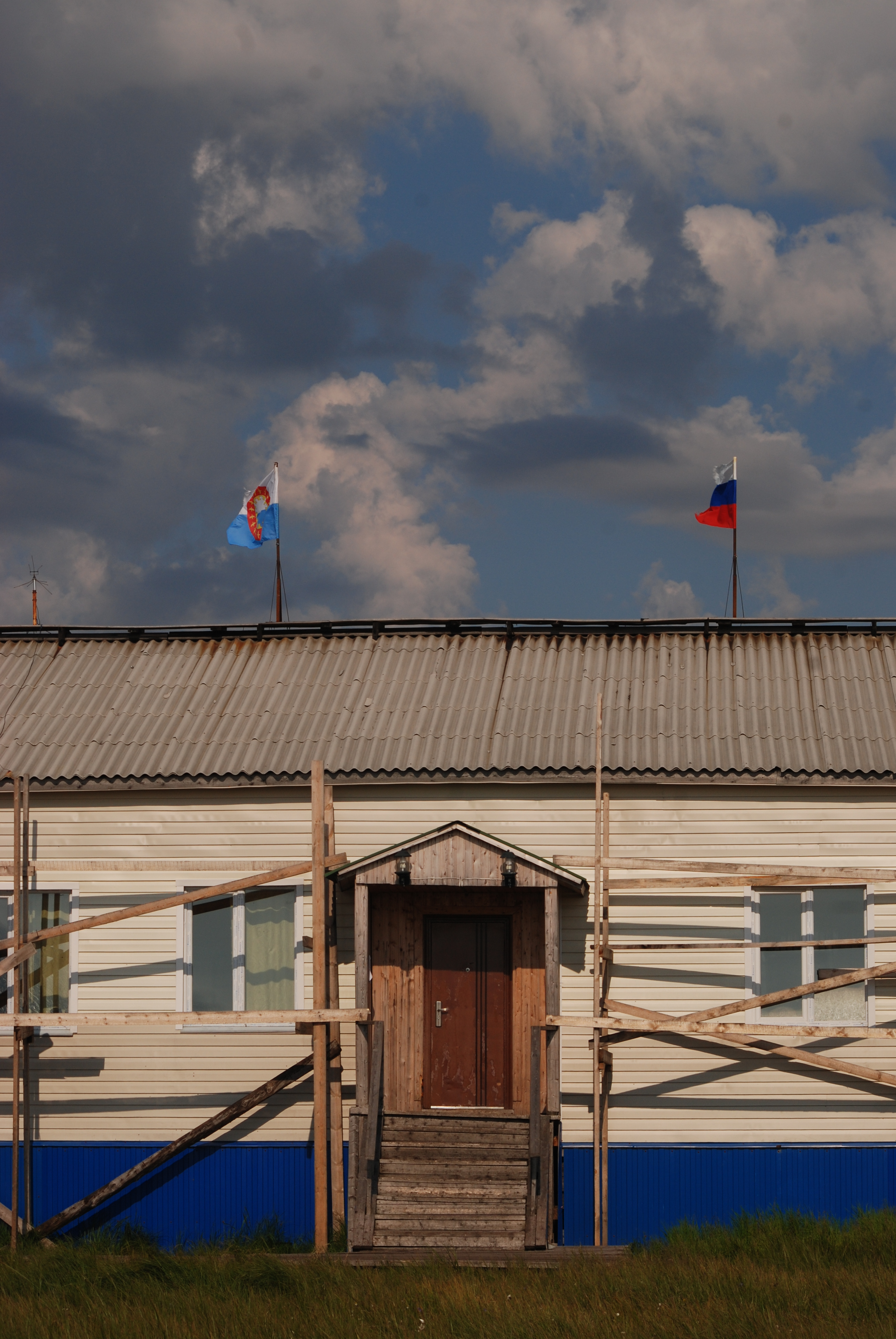
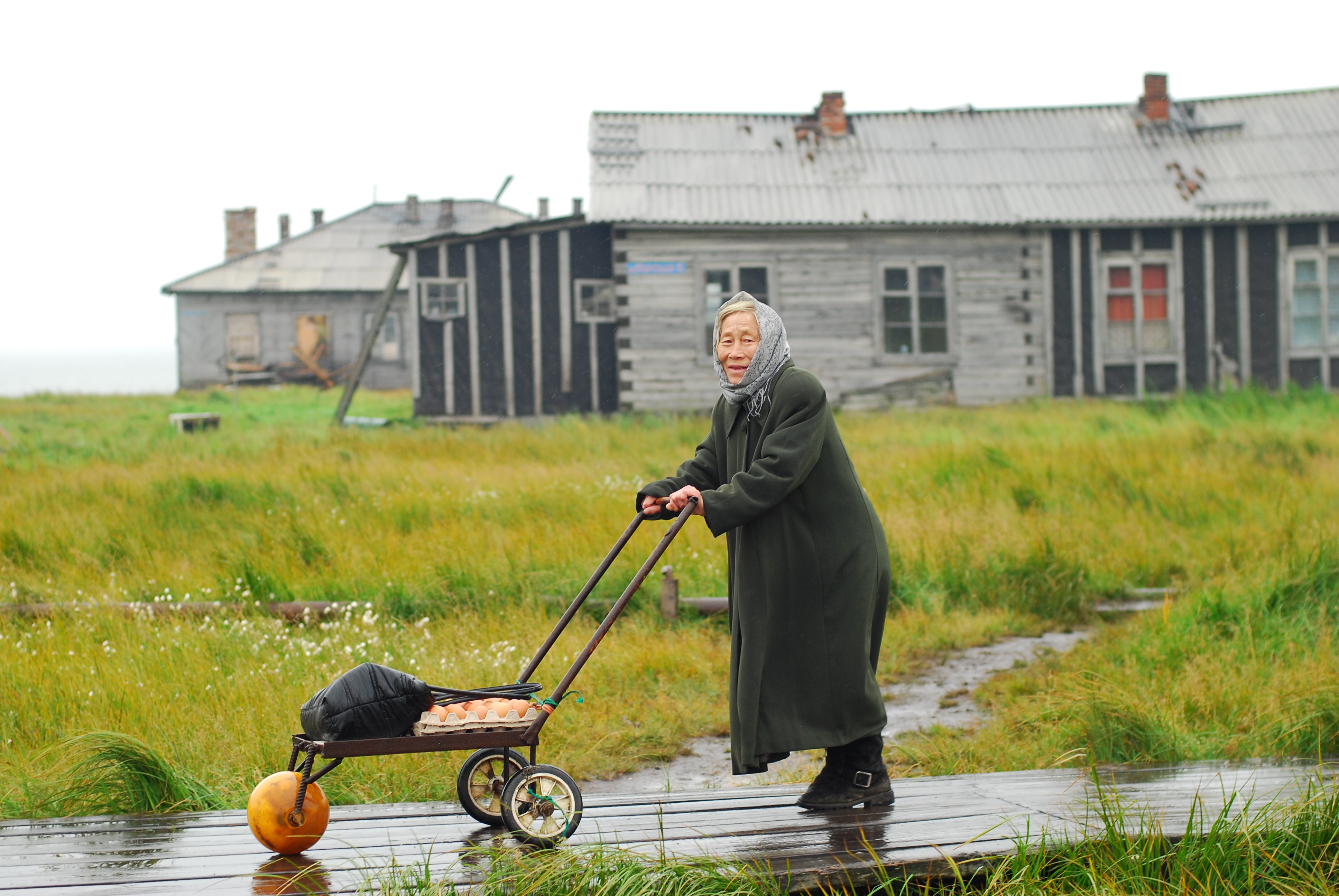
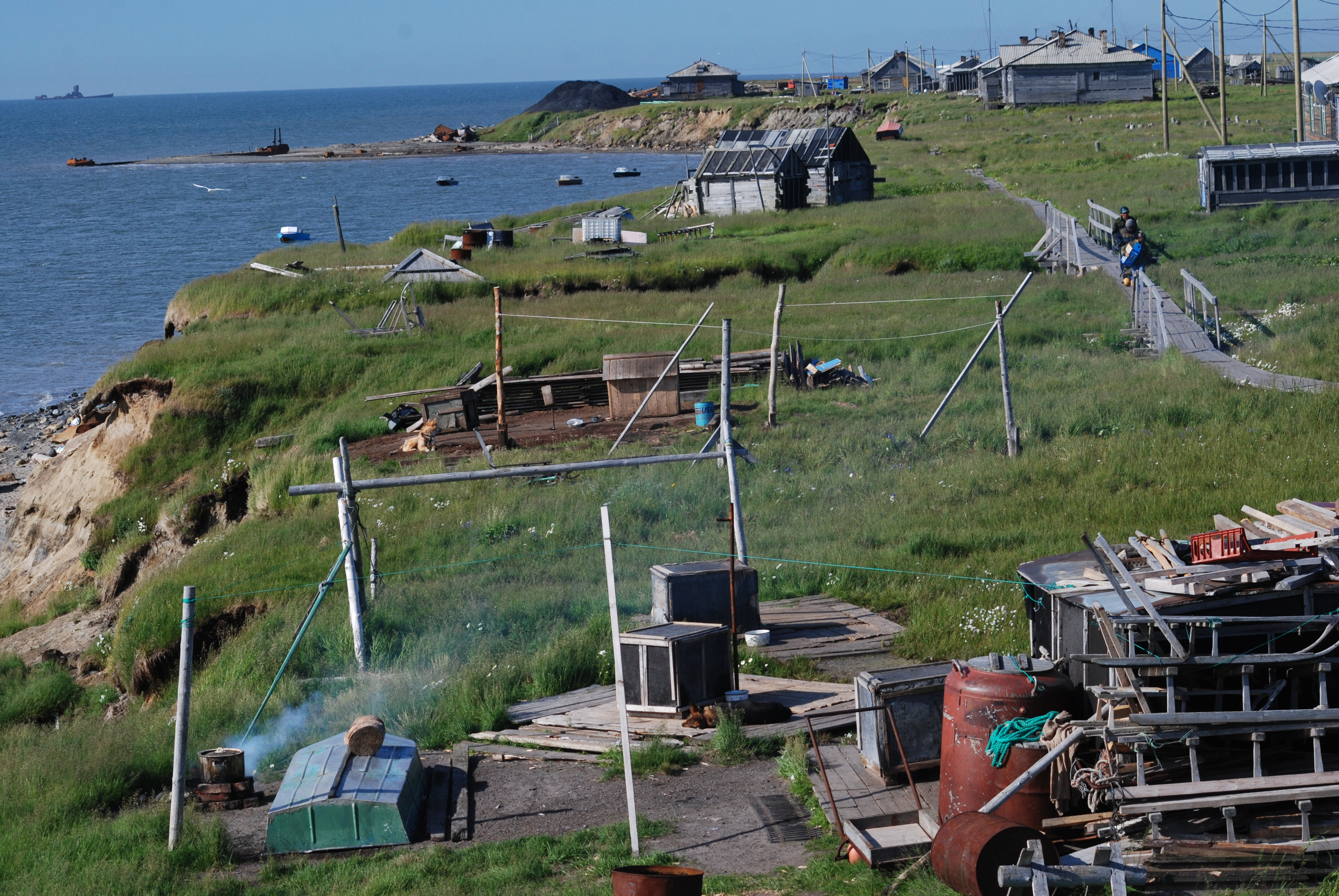
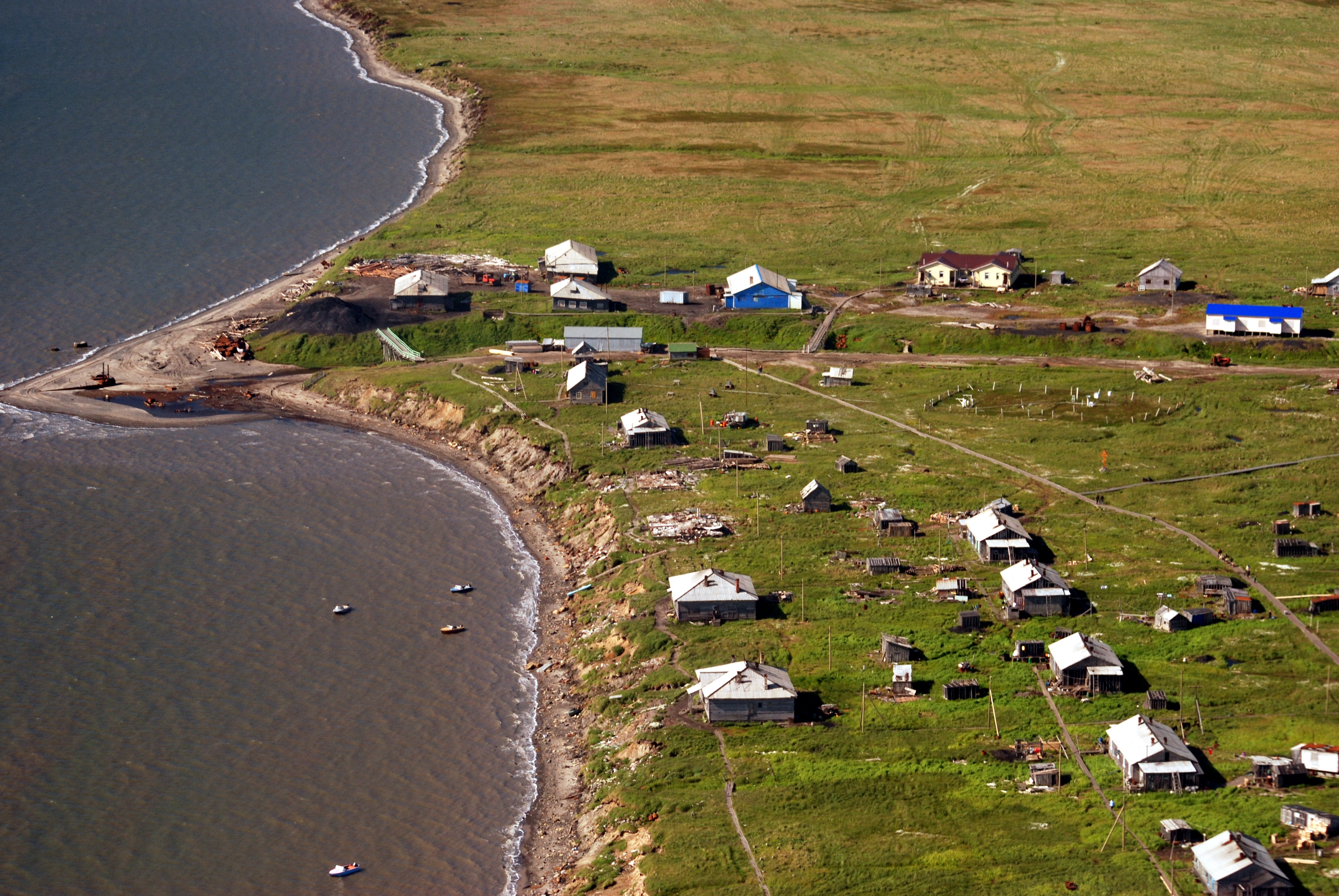